# Funzione aritmetica
In matematica, in particolare in teoria dei numeri, una funzione aritmetica f(n) è una funzione definita per tutti i numeri naturali positivi e che ha come valori numeri reali o complessi che "esprime alcune proprietà aritmetiche di n". 
In altre parole: una funzione aritmetica non è altro che una successione di numeri reali o complessi con particolari proprietà aritmetiche. Le più importanti funzioni aritmetiche sono quelle additive e quelle moltiplicative. Un'importante operazione con le funzioni aritmetiche è la convoluzione di Dirichlet.

## Proprietà
Una funzione aritmetica f può essere:
- additiva, se f(nm)=f(n)+f(m) per ogni n,m numeri naturali coprimi;
- completamente additiva, se f(nm)=f(n)+f(m) per ogni n,m numeri naturali;
- moltiplicativa, se f(nm)=f(n)f(m) per ogni n,m numeri naturali coprimi;
- completamente moltiplicativa, se f(nm)=f(n)f(m) per ogni n,m numeri naturali.

## Funzioni additive

### ω(n) – divisori primi distinti
La funzione ω(n) indica il numero di primi distinti che dividono n
{\displaystyle \omega (n)=k,}
se {\displaystyle n=\prod _{i=1}^{k}p_{i}^{a_{i}}}, con pi primi distinti e ai interi positivi.

## Funzioni completamente additive

### Ω(n) – divisori primi
La funzione Ω(n) indica il numero di fattori primi di n contati con molteplicità
{\displaystyle \Omega (n)=\sum _{i=1}^{k}a_{i},}
se {\displaystyle n=\prod _{i=1}^{k}p_{i}^{a_{i}}}, con pi primi distinti e ai interi positivi.

### νp(n) – divisori potenze di primi
La funzione valutazione p-adica νp(n) indica il massimo esponente elevato al quale p divide n
{\displaystyle \nu _{p_{j}}(n)=a_{j},}
se {\displaystyle n=\prod _{i=1}^{k}p_{i}^{a_{i}}}, con pi primi distinti e ai interi positivi.

## Funzioni moltiplicative

### σk(n),τ(n),d(n) – somme di divisori
La funzione σk(n) è la somma delle potenze k-esime dei divisori positivi di n, incluso 1 e n, dove k è un numero complesso.
{\displaystyle \sigma _{k}(n)=\prod _{i=1}^{\omega (n)}{\frac {p_{i}^{(a_{i}+1)k}-1}{p_{i}^{k}-1}}=\prod _{i=1}^{\omega (n)}\left(1+p_{i}^{k}+p_{i}^{2k}+\cdots +p_{i}^{a_{i}k}\right).}
Nel caso particolare k=0, la funzione σ0(n) è semplicemente il numero dei divisori (positivi) n; ed è solitamente indicata semplicemente con d(n) o τ(n) (dal tedesco Teiler = divisore).
Sostituendo k = 0 nel secondo prodotto si ha
{\displaystyle \tau (n)=d(n)=(1+a_{1})(1+a_{2})\cdots (1+a_{\omega (n)}).}
Nel caso particolare k=1, la funzione σ1(n) è semplicemente la somma dei divisori (positivi) di n ed è solitamente indicata semplicemente con σ(n).

### φ(n) – funzione toziente di Eulero
La funzione toziente di Eulero φ(n) è il numero degli interi positivi minori di n coprimi con n.
{\displaystyle \varphi (n)=n\prod _{p|n}\left(1-{\frac {1}{p}}\right)=n\left({\frac {p_{1}-1}{p_{1}}}\right)\left({\frac {p_{2}-1}{p_{2}}}\right)\ldots \left({\frac {p_{\omega (n)}-1}{p_{\omega (n)}}}\right).}

### Jk(n) – funzione toziente di Jordan
La funzione toziente di Jordan Jk(n) è il numero delle k-ple di interi positivi minori o uguali a n che formano una (k + 1)-pla di numeri coprimi insieme a n.
{\displaystyle J_{k}(n)=n^{k}\prod _{p|n}\left(1-{\frac {1}{p^{k}}}\right)=n^{k}\left({\frac {p_{1}^{k}-1}{p_{1}^{k}}}\right)\left({\frac {p_{2}^{k}-1}{p_{2}^{k}}}\right)\ldots \left({\frac {p_{\omega (n)}^{k}-1}{p_{\omega (n)}^{k}}}\right).}
Nel caso particolare k=1 si ottiene la funzione toziente di Eulero J1(n)=φ(n).

### μ(n) - funzione di Möbius
La funzione di Möbius μ(n) è importante a causa della formula di inversione di Möbius.
{\displaystyle \mu (n)={\begin{cases}(-1)^{\omega (n)}=(-1)^{\Omega (n)}&{\mbox{if }}\;\omega (n)=\Omega (n)\\0&{\mbox{if }}\;\omega (n)\neq \Omega (n).\end{cases}}}

## Funzioni completamente moltiplicative

### λ(n) – funzione di Liouville
La funzione di Liouville λ(n) è definita da
{\displaystyle \lambda (n)=(-1)^{\Omega (n)}.}

### χ(n) – caratteri
Tutti i caratteri di Dirichlet χ(n) sono completamente moltiplicativi. 
Il carattere quadratico (mod n) è indicato con il simbolo di Jacobi per n dispari (non è definito per n pari):
{\displaystyle {\Bigg (}{\frac {a}{n}}{\Bigg )}=\left({\frac {a}{p_{1}}}\right)^{a_{1}}\left({\frac {a}{p_{2}}}\right)^{a_{2}}\cdots \left({\frac {a}{p_{\omega (n)}}}\right)^{a_{\omega (n)}}.}
In questa formula {\displaystyle ({\tfrac {a}{p}})} è il simbolo di Legendre, definito per ogni intero a e per ogni primo p da
{\displaystyle \left({\frac {a}{p}}\right)={\begin{cases}\;\;\,0{\mbox{ if }}a\equiv 0{\pmod {p}}\\+1{\mbox{ if }}a\not \equiv 0{\pmod {p}}{\mbox{ and for some integer }}x,\;a\equiv x^{2}{\pmod {p}}\\-1{\mbox{ if there is no such }}x.\end{cases}}}
per l'usuale convenzione del prodotto vuoto si ha {\displaystyle \left({\frac {a}{1}}\right)=1.}

## Funzioni né additive né moltiplicative

### π(x) – enumerazione di primi
Diversamente dalle altre funzioni elencate in quest'articolo, questa è definita per valori reali non negativi (non solo interi).
La funzione enumerativa dei primi π(x) è il numero dei numeri primi minori o uguali a x.
{\displaystyle \pi (x)=\sum _{p\leq x}1}
Ad esempio si ha che π(1) = 0 e π(10) = 4 (i primi minori di 10 sono 2, 3, 5, e 7).

### Λ(n) – funzione di von Mangoldt
La funzione di von Mangoldt Λ(n), è definita
{\displaystyle \Lambda (n)={\begin{cases}\log p&{\mbox{if }}n=p^{k}{\mbox{ is a prime power}}\\0&{\mbox{if }}n{\mbox{ is not a prime power}}.\end{cases}}}

### p(n) – funzione partizione
La funzione p(n) indica il numero di modi di rappresentare n come somma di interi positivi (non considerando l'ordine degli addendi):
{\displaystyle p(n)=|\left\{(a_{1},a_{2},\dots a_{k}):0<a_{1}\leq a_{2}\leq \ldots \leq a_{k}\;\land \;n=a_{1}+a_{2}+\cdots +a_{k}\right\}|.}

### rk(n) – somma di quadrati
La funzione rk(n) indica il numero di volte che n può essere rappresentato come somma di k quadrati (dove l'ordine degli addendi e il segno contano come differenti)
{\displaystyle r_{k}(n)=|\{(a_{1},a_{2},\dots ,a_{k}):n=a_{1}^{2}+a_{2}^{2}+\cdots +a_{k}^{2}\}|.}
Ad esempio r4(n) è il numero di modi in cui n può essere espresso come somma di 4 quadrati di numeri non negativi. Ad esempio
{\displaystyle 1=(\pm 1)^{2}+0^{2}+0^{2}+0^{2}=0^{2}+(\pm 1)^{2}+0^{2}+0^{2}=0^{2}+0^{2}+(\pm 1)^{2}+0^{2}=0^{2}+0^{2}+0^{2}+(\pm 1)^{2},}
dunque r4(1)=8.